# Forbillede
En rollemodel eller et forbillede er en person, hvis opførsel, eksempel eller succes er eller kan emuleres af andre, særligt af yngre. Begrebet "rollemodel" menes at være opfundet af sociologen Robert K. Merton, som fandt på det i løbet af sin karriere. Merton havde en hypotese om at individer sammenligner sig selv med referencegrupper af folk som udfylder den sociale rolle, som individet selv aspirerer til. Et eksempel kan være måden hvorpå fans (ofte unge fans) vil idolisere og imitere professionelle atleter eller musikere.
I den anden halvdel af det 20. århundrede blev ordet udbredt som en del af et større ordforråd om social kapital til brug ved den amerikanske kamp for ligestilling på arbejdspladsen — sammen med ord som glasloft, networking, mentorskab og gatekeeper. Disse ord skulle hjælpe til at identificere og adressere problemer som forhindrede ikke-dominerende grupper i at opnå professionel succes. Mainstream virksomhedslitteratur overtog efterfølgende begreberne og reklamerede for dem som veje til succes for alle der ønskede at klatre op ad karrierestigen. I 1970 var disse begreber ukendte i den amerikanske offentlighed; ved midt-1990'erne var de blevet en del af dagligdags sprogbrug. I Danmark blev "rollemodel" første gang anvendt i 1986, og i 2001 blev det optaget i Retskrivningsordbogen. Selvom begrebet "rollemodel" er blevet kritiseret for at være "forældet", er begrebet, og dets associerede ansvar, stadig fremtrædende i den offentlige bevidsthed, og bliver ofte anvendt, især indenfor underholdningsindustrien og medierne.

## Fodnoter
1. ↑  "Role model". Dictionary.com. Random House, Inc. 2013. Arkiveret fra originalen 19. januar 2014. Hentet 25. januar 2014.
2. ↑  Kaufman, Michael T. "Robert K. Merton, Versatile Sociologist and Father of the Focus Group, Dies at 92". New York Times. New York Times, 2003. Arkiveret fra originalen 6. marts 2016. Hentet 25. januar 2014.
3. ↑  Calhoun, Craig J., (ed.) (2010). Robert K. Merton: Sociology of Science and Sociology as Science. New York: Columbia UP. ISBN 978-0-231-15112-2. {{cite book}}: |first= har et generisk navn (hjælp)
4. ↑  Gerald Holton (4. december 2004). "Robert K. Merton - Biographical Memoirs" (PDF). Proceedings of the American Philosophical Society. 148 (4): 506-517. Arkiveret fra originalen (PDF) 2007-08-11. Hentet 2007-08-07. He developed a theory of the reference group (i.e., the group to which individuals compare themselves, which is not necessarily a group to which those individuals belong), and elaborated on the concepts of in-group and out-group.
5. ↑  Laird, Pamela Walker (2006). Pull: Networking and Success since Benjamin Franklin. Cambridge: Harvard University Press. ISBN 9780674025530.
6. ↑  "rollemodel". Arkiveret fra originalen 5. april 2016. Hentet 6. april 2016.
7. ↑  Whannel, Garry (2013). Media Sport Stars: Masculinities and Moralities. London: Routledge. ISBN 9781134698714.
8. ↑  Tomlinson, Alan (2010). A Dictionary of Sports Studies. Oxford University Press. ISBN 9780199213818.